# AIM Records
AIM Records is een Noors platenlabel, dat zich specialiseert in akoestische geïmproviseerde muziek, zowel jazz als klassieke muziek. Het brengt werk van nieuwe musici in Noorwegen uit, alsook van meer gevestigde artiesten. Het label is gevestigd in Oslo. Musici wier muziek op AIM Records uitkwam, zijn onder meer Smyr, Kilombo, Mats Eilertsen, DAMP, Motif, Subtonic, Frøy Aagre Offbeat en Jan Martin Smørdal.